# Morgunblaðið
Morgunblaðið (isl. „gazeta poranna”) – islandzki dziennik wydawany od 1913. Pismo założył Vilhjálmur Finsen. „Morgunblaðið” jest najważniejszym opiniotwórczym dziennikiem na wyspie.
Pierwszy numer ukazał się w niedzielę, 2 listopada 1913 roku w Reykjaviku. Miał osiem stron i w całości napisany był po islandzku. Początkowo dziennik wydawany był przez siedem dni w tygodniu. W dni powszednie liczył 4 strony, wydania świąteczne miały stron 8.
Morgunblaðið jest pierwszą gazetą z Islandii, która wykorzystała rycinę do zilustrowania artykułu dziennikarskiego. 17 listopada 1913 roku rysunek na pierwszej stronie uzupełniał historię brutalnej zbrodni, która wstrząsnęła wyspą. Cztery dni później, 21 listopada 1913 roku, na drugiej stronie dziennika wydrukowane zostało pierwsze w historii islandzkiej prasy zdjęcie. Była to fotografia wieżowca na Brooklynie w Nowym Jorku.
Gazeta była blisko powiązana z centroprawicową Partią Niepodległości. Od lat 1980. związki te nieco się rozluźniły, ale pismo utrzymało swoją dotychczasową linię programową.
Do 2003 gazeta wydawana była we wszystkie dni oprócz poniedziałku, obecnie dostępne jest również wydanie poniedziałkowe. Każde wydanie liczy od 60 do 120 stron.
W 1994 gazeta uruchomiła wydanie internetowe (pod domeną mbl.is).